# Hennepin
Hennepin è un villaggio degli Stati Uniti d'America, situato nello Stato dell'Illinois, nella contea di Putnam, della quale è il capoluogo.